# Крейвен-коттедж
«Кре́йвен Ко́ттедж» (англ. Craven Cottage) — футбольний стадіон у Лондоні, Англія. Домашня арена клубу «Фулгем». Місткість становить 25 700 глядачів. Відкритий 1896 року.